# Дом културе Вишеград
Јавна установа за културне дјелатности - Дом културе Вишеград, основан је 1953. године. Кроз деценије свог постојања, био је упориште културних збивања Вишеграда те установа од посебног значаја за градску културу. У њему је кроз 5 секција, дјеловало око стотину аматера, дјеце и омладине. У оквиру од 2.000 квадратних метара ове установе, налазе се велика и мала сала, просторије Народне библиотеке "Иво Андрић", градске галерије, итд. Дом кулутре налази се у улици "Ужичког корпуса" 6, у Вишеграду.

## Драмски студио Дома културе
Од свих секција које су активно дјеловале у склопу ове установе, драмска секција је достигла звање најактивније. У току само 11 година, након завршетка рата, драмски студио Дома културе Вишеград, на сцену је поставио 16 представа за дјецу и одрасле, које су се одиграле 68 пута, од којих је 46 одиграно у Вишеграду. 

## Спомен библиотека "Иво Андрић"
У оквиру 65 основаних библиотека, Просвјета је 1922. године основала и вишеградску библиотеку - спомен библиотеку "Иво Андрић" која се налази у згради Дома културе Вишеград. У својој почетној фази, у склопу ње се налазило 388 свезака. Од 1933. постаје богатија са око 500 свезака и 80 чланова. Преживјевши ратни период, 1953. званично је формирала Народна библиотека. Први библиотекари били су Васо Вранић и Драгутин Лаловић, а затим Милојка Микавица. Библиотека се изградњом Дома културе Вишеград премјешта у нове просторије ове установе. 1987. године, званично добија назив - Спомен библиотека "Иво Андрић". Данас, библиотека располаже са око 40.000 књига, са просјечним годишњим бројем око 1000 чланова. Библиотека је добила бројна признања. 

## Градска галерија Вишеград
Градска галерија у Вишеграду, налази се у склопу Дома културе Вишеград. У њој се редовно одржавају изложбе умјетничких слика, склуптура и графика на Међународном ликовном саборовању у Вишеграду.